# カズ有沢
カズ 有沢（ - ありさわ、本名：有澤 和広（ありさわ かずひろ）、1971年7月22日 - ）は、男性元プロボクサー。埼玉県草加市出身。身長172cm。コウジ有沢は双子の弟。
入場曲はイースト17「HOUSE OF LOVE」で、引退後は高校の後輩かつ愛弟子である岩渕真也が引き継いでいる。
引退後は実家でもある草加有沢ボクシングジムが廃業までプロモーターを行っていた。現在は配偶者と共に飲食店経営。

## 来歴
花咲徳栄高等学校3年の1989年全日本高校フェザー級チャンピオンとなり第44回国民体育大会も制覇し父の母校でもある日本大学にスポーツ推薦で進学し全日本ボクシング選手権大会出場、初戦敗退ながらシドニーでの1991年世界ボクシング選手権大会ライト級日本代表選手となり3年で中退してコウジの後を追ってプロ転向した。
3年で中退して1993年1月11日、草加有沢ジム所属、リングネーム・カズ有沢でプロデビュー。山田正明を1RKOで下す。
1997年6月16日後楽園ホール、チャンピオンカーニバルの目玉カードとなったリック吉村が持つ日本ライト級王座に挑戦するが、3回KOで敗退。
1998年3月29日両国国技館、弟コウジVS畑山隆則戦のセミファイナルで宮田ジムのホープ五月女利晴に7回KOで敗退（1999年8月のダイヤモンドグローブのメインで再戦し判定で雪辱）。
2000年11月5日、木村鋭景が持つ日本フェザー級王座に挑戦するが、5RTKO負けを喫し引退。翌12月草加市スポーツ健康都市記念体育館にて引退セレモニーとして、畑山とスパーリング。
2006年11月5日、「ザ・おやじファイト」に出場し、安田幸治と3分2Rを戦い、判定勝ち。